# Terranova (gos)

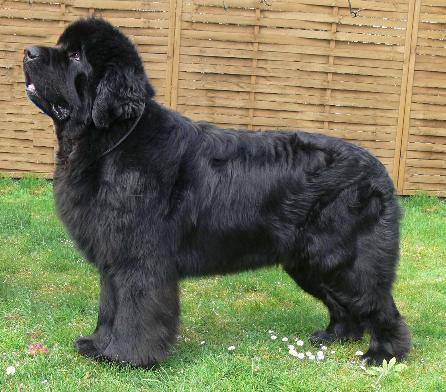
Un Terranova negre

El Terranova (Newfoundland en anglès) és una raça de gos, un dels gegants del regne caní, de color comunament negre, originalment utilitzat com a gos de treball pels pescadors del Domini de Terranova, ara part del Canadà. Són coneguts per la seva grandària geganta, el seu color negre, marró, negre i blanc, enorme força, disposició calmada i lleialtat. Els gossos terranova sobresurten en rescat aquàtic/salvavides, a causa de la seva estructura muscular, pelatge gruixut i de doble capa, potes palmades i habilitats innates de natació.

## Característiques
- Cap: Gran i ample.

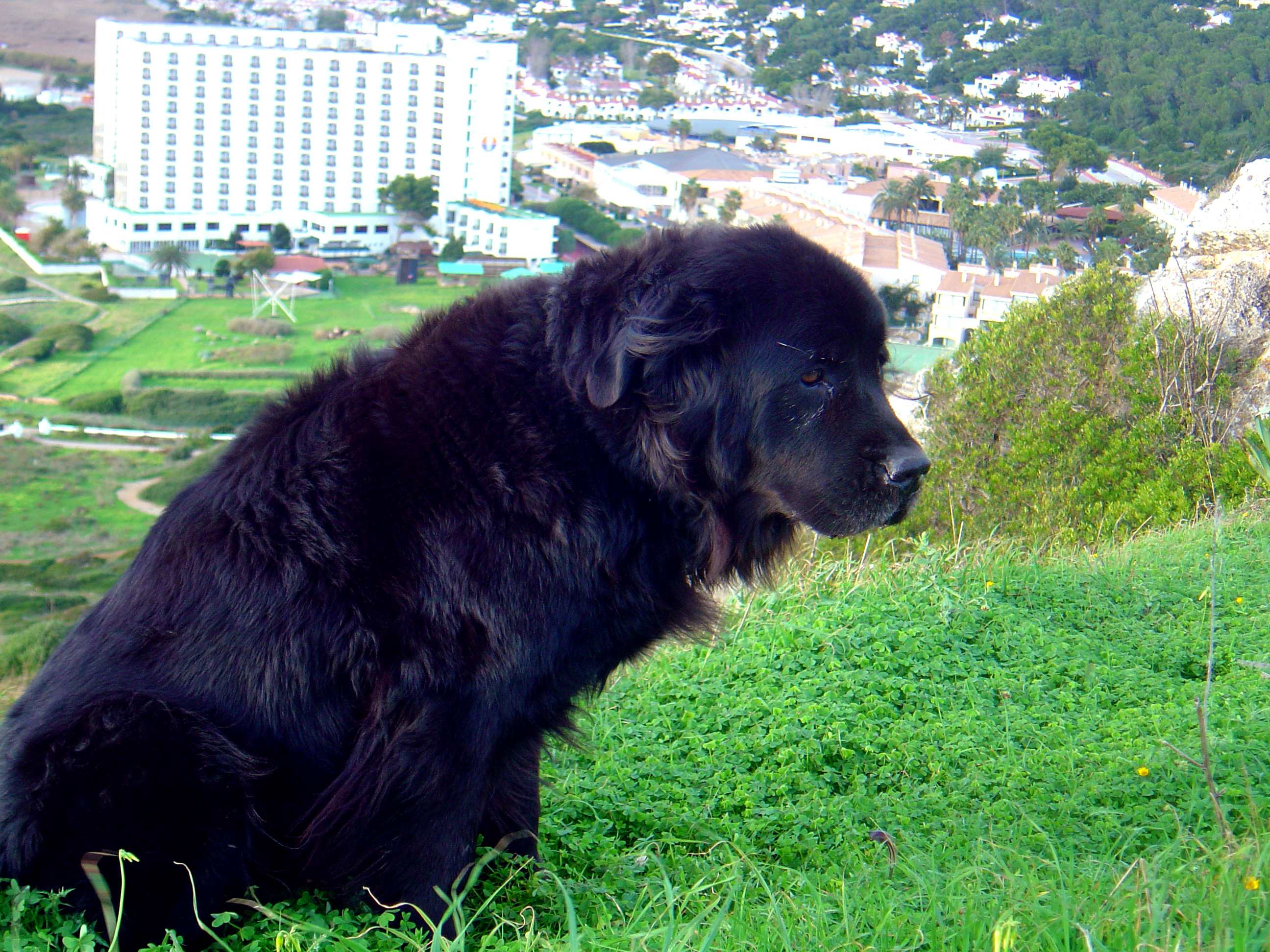
Un terranova negre (Nayma)

- Stop: El stop, part frontal del cap sota el front, és lleugerament definit.
- Orelles: No molt grans.
- Pèl: De llarg mig, llis, dens.
- Color del pèl: Negre, castany, blanc amb taques negres. Alguns exemplars tenen una piga blanca en el pit.
- Cua: La cua és llarga. Coberta de pèl.
- Altura: A la creu o els muscles: Els mascles amiden uns 71 cm (aproximat de 28 polzades). L'altura de les femelles és d'uns 68 cm (aproximat de 26 polzades).
- Pes: Els mascles pesen de 63 a 68 kg (aproximat de 139 a 150 lliures). Les femelles assoleixen un pes de 50 a 54 kg (aproximat de 110 a 120 lliures).
- Ventrada: La ventrada usual és de cinc a sis cadells. Es registren ventrades de fins a 16 cries.

## Origen
L'origen de la raça pot situar-se a l'illa de Newfoundland, a la costa oriental del Canadà. Allà era utilitzat com a gos de treball, per a llençar les xarxes de pesca i altre equip pesat. Aquesta raça descendeix dels gossos autòctons i del gran gos os de color negre que va ser introduït pels Vikings després de l'any 1100. Encara que la raça va mantenir les seves característiques essencials, amb l'arribada de pescadors europeus una varietat de noves races va contribuir a la formació i revigorizació del Terranova. Quan la colonització de l'illa va començar el 1610, aquesta raça ja posseïa en gran manera la seva pròpia morfologia i comportament natural. Aquestes característiques li van permetre suportar els rigors del clima, així com l'adversitat en el mar, al mateix temps que arrossegava pesades càrregues a terra o servia com gos d'aigües o gos salvavides.

## Temperament i caràcter

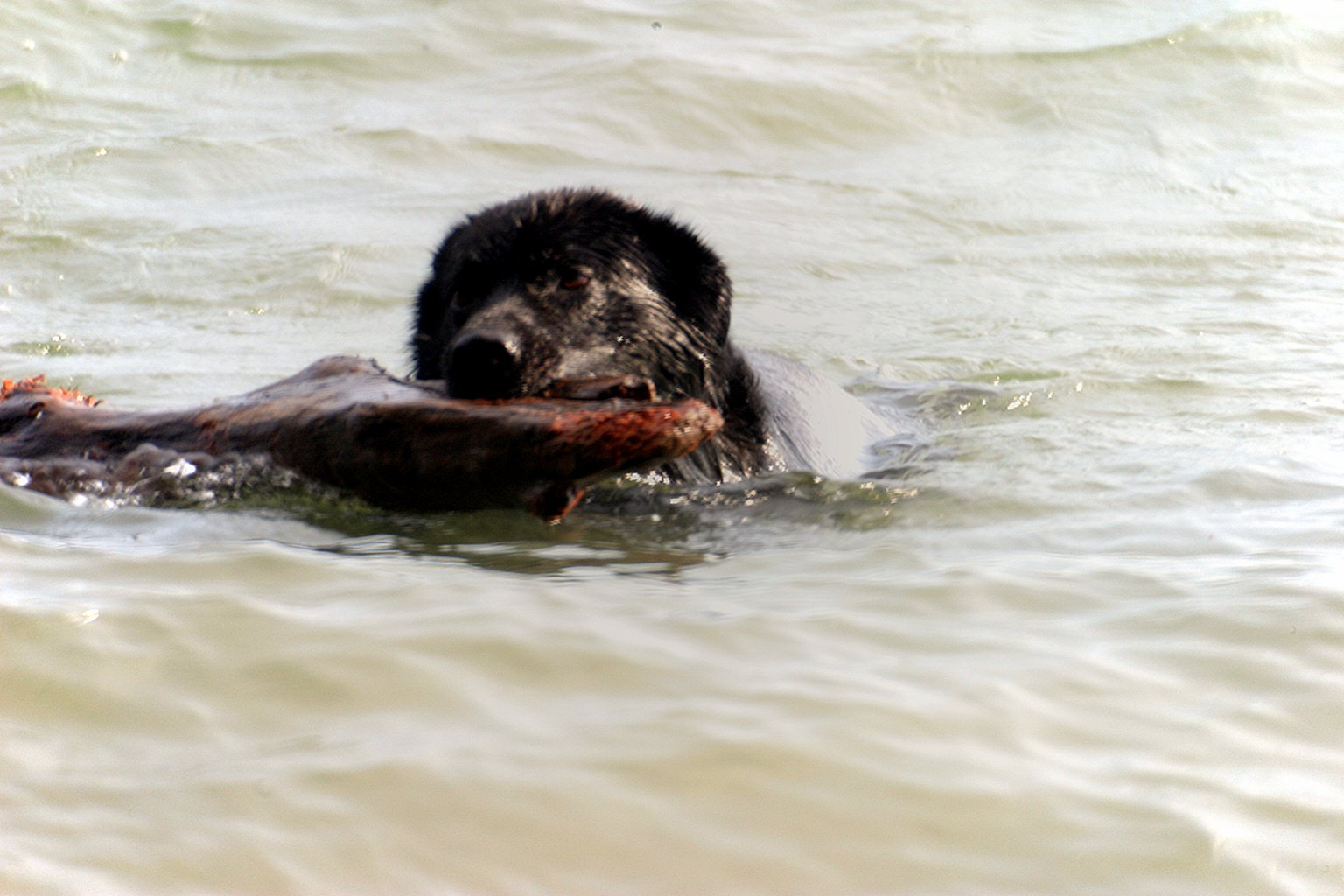
Terranova en un medi aquàtic

És un gos fidel i molt tranquil. La raça és sincera, dòcil, sensible, dolç, afectuosa... Amb els nens és adorable. Amb ells és un autèntic pare: És plàcid, amb una paciència infinita, i disposat a jugar a qualsevol joc. A més, és un gos vigilant per naturalesa amb un gran instint protector. Comptat i debatut, és un gos molt segur, i se li pot confiar sense problemes la vigilància dels nens. A més aquesta raça posseeix un gran instint de salvament, tirant-se a l'aigua si fos necessari, amb una gran resistència física, podent nedar durant hores o socórrer a un nàufrag. Diríem que és un "santbernat" dels mars. Necessita una educació ferma, però amb paciència, ja que aquesta raça no arribarà a la seva maduresa psíquica fins als dos anys.

## Salut
El Terranova és propens a alguns problemes de salut, incloent displàsia de maluc canina, displàsia de colze, estenosi aòrtica i cistinuria (un defecte congènit que propicia la formació de càlculs en la bufeta).

## Cures
Cal utilitzar raspall de truges dures tots els dies i evitar banyar-los, per cuidar el seu pelatge. Li agrada el joc i necessita exercici, almenys quatre vegades per setmana, i la natació. No té exigències especials d'alimentació, però no es recomana sobrealimentar-lo.

## Esperança de vida
Aproximadament uns 10 anys.